# Gramoz Ruçi
Gramoz Ruçi (* 6. Dezember 1951 in Tepelena) ist ein albanischer Politiker (PS). Von 2017 bis 2021 war er Parlamentspräsident und somit nach dem Präsidenten der zweithöchste Bürger des Staates.

## Werdegang

### Ausbildung
Gramoz Ruçi wurde im südalbanischen Tepelena geboren und absolvierte seine Studien im Pädagogischen Institut in Shkodra, der heutigen Universität Shkodra. Danach studierte er Biochemie an der Eqerem-Çabej-Universität in Gjirokastra und beendete anschließend auch ein postgraduales Studium.

### Politische Laufbahn
Gramoz Ruçi bekleidete schon im kommunistischen Albanien zwischen 1978 und 1991 mehrere politische und staatliche Ämter. Zuletzt war er im Jahr 1991 für kurze Zeit Innenminister noch als Mitglied der Partei der Arbeit Albaniens. Nach der Neugründung der Sozialistischen Partei am 13. Juni 1991 übernahm er das Amt des Generalsekretärs bis ins Jahr 1996, als er es an Rexhep Meidani weitergab.
1999 folgte eine weitere Amtszeit als Generalsekretär der PS, die bis 2005 andauerte. Nach der Niederlage der Sozialisten bei den Parlamentswahlen 2005 zog sich darauf der Ministerpräsident und langjährige Parteivorsitzende Fatos Nano aus der Politik zurück und Gramoz Ruçi übernahm für kurze Zeit den Parteivorsitz. Noch im gleichen Jahr wurde dann Edi Rama zum Nachfolger Nanos gewählt.
Zwischen 1998 und 1999 war Ruçi Fraktionsvorsitzender der Sozialisten im Parlament. Seit 2010 bekleidet er nun wieder dieses Amt.
Ruçi ist zudem seit 1991 Abgeordneter im Parlament für den Qark Fier.

### Verbindungen zum Drogenhandel
Gramoz Ruçi werden in den USA Verbindungen zum Drogenhandel vorgeworfen, weswegen er seit 2005 nicht mehr dort einreisen kann.

### Parlamentspräsident 2017–2021
Am 9. September 2017 wurde Gramoz Ruçi mit 80 von 140 Stimmen zum Präsidenten des Kuvendi i Shqipërisë, des albanischen Parlaments, gewählt. Schon einen Monat später warfen ihm verschiedene Medien und Oppositionspolitiker vor, die Arbeit im Parlament unseriös zu machen und die Geschäftsordnung zu missachten. So beanstandete die regierungskritische Online-Zeitung exit.al während einer einzigen Parlamentssitzung am 9. Oktober 2017 insgesamt sechs Ordnungswidrigkeiten. Exit.al stellte zudem fest, dass jene Sitzung wahrscheinlich die erste in der Geschichte des albanischen Parlaments war, in der überhaupt keine Parlamentsdiskussion stattfand. Dies erklärte die Online-Zeitung mit der mehrmaligen Ablehnung von Gramoz Ruçi, den Oppositionspolitikern das Wort zu geben.
Zu seiner Nachfolgerin wurde im September 2021 Lindita Nikolla gewählt.